# Magasnyomtatás
A magasnyomtatás olyan grafikai eljárás, melynél a nyomódúc felületéből azok a részek emelkednek ki, amelyek a lenyomat rajzát adják, ill. a festékezés és a nyomtatás után a festéket a papírra viszik át. A fehérnek szánt részeket mechanikus (vésés, metszés, kaparás) vagy kémiai (maratás, olvasztás) eljárásokkal távolítják el.

## Módszere
A magasnyomású dúcok festékezésére sűrű, kemény, olajos nyomdafestéket (korom, lenolaj keveréke) vagy rizskeményítővel elkevert vízfestéket használnak. A nyomdafestéket festékezőkövön gumihengerrel széthengerelik, majd a dúcra bőrtamponnal vagy kemény gumihengerrel egyenletesen viszik fel. A festékezőhengerek felületének síkjában elhelyezkedő, kiemelkedő részeket a festékezőhengerek lefestékezik, majd a nyomóhenger a papírt a nyomóformához szorítja, és átveszi a festéket. A lenyomatoknál a festék laposan nyomódik a papírra, amelynek a hátoldalán enyhe lenyomat jön létre.
Az egyik legősibb nyomtatási eljárás, melynek technikáját az i. e. időkben is használták, legelőször a távol-keleti civilizációkban.

## Magasnyomású technikák
- Kőmetszet
- Fametszet (lapdúc, harántdúc)
- Linóleummetszet
- Cinkográfia
- Papírmetszet
- Gipszmetszet